# Brylle
Brylle er en by på det centrale Fyn med 1.308 indbyggere  (2024), beliggende i Assens Kommune. Byen hører til Region Syddanmark.
I Brylle findes 2 børnehaver, skole med 0. til 6.klasse, juniorklub, fritidsordning, og en Dagli'Brugs.
Med offentlig transport fra Brylle kan Odense nås på omkring en halv time og turen i bil tager ca. 15-20 minutter.
Brylle Boldklub tilbyder bl.a. fodbold, gymnastik, volleyball, badminton og tennis . Brylle har også Danmarks eneste streethockeybane i officiel størrelse.